# Instant Holograms on Metal Film
 (mai 2025).
Si vous disposez d'ouvrages ou d'articles de référence ou si vous connaissez des sites web de qualité traitant du thème abordé ici, merci de compléter l'article en donnant les références utiles à sa vérifiabilité et en les liant à la section « Notes et références ».
Albums de Stereolab
Not Music
(2010)
Instant Holograms on Metal Film est le onzième album de Stereolab, sorti le 23 mai 2025. C'est le premier album studio de Stereolab depuis 15 ans.

## Contexte
Après la sortie de Chemical Chords en 2008 et de Not Music en 2010, Stereolab cesse d'enregistrer de nouveaux albums studio. Le groupe se reforme en 2019 pour une tournée accompagnant la réédition de sept de leurs premiers albums. C'est durant cette période que les membres du groupe, désormais composé du guitariste Tim Gane, de la chanteuse Lætitia Sadier, du batteur Andy Ramsay, du bassiste Xavi Muñoz Guimera et du claviériste Joe Watson, commencent à envisager l'idée de créer de nouvelles compositions.
L'album est annoncé le 8 avril 2025, accompagné du premier single Aerial Troubles. Il est suivi de Melodie Is A Wound le 29 avril, puis Transmuted Matter le 20 mai.
Instant Holograms on Metal Film est publié le 23 mai 2025 par les labels Duophonic UHF Disks et Warp Records. Il constitue le premier album studio de Stereolab en 15 ans,.

## Style et thèmes
L'album puise dans le répertoire habituel du groupe en mélangeant krautrock, yéyé, musique électronique, easy listening et collage sonore,, mais s'inspire également de la disco, de la techno ou de la drum and bass. Il bénéficie de la participation de Cooper Crain et Rob Frye de Bitchin Bajas, Ben LaMar Gay (compositeur/jazzman multi-instrumentiste), Holger Zapf (Cavern of Anti Matter), Marie Merlet (Monade) et Molly Read entre autres.
Instant Holograms on Metal Film alterne entre des pièces instrumentales énergiques comme Electrified Teenybop! et des compositions plus complexes, à l'image de la section finale d'Esemplastic Creeping Eruption.
Les paroles de Lætitia Sadier abordent l'émancipation face aux travers du capitalisme. Elle fait référence au « labyrinthe rhizomique » des philosophes Gilles Deleuze et Félix Guattari dans You Remember I Forgot How To Dream Part 2. Dans If You Remember I Forgot How to Dream Part 1, la chanteuse déclare « J'appartiens à la terre / Je dis non à la guerre »,, tandis qu'elle s'attaque dans Colour Television à « la promesse illusoire d'une classe moyenne pour tous ».
Lætitia Sadier développe également une approche plus spirituelle que dans les précédents albums en s'éloignant des préoccupations matérialistes traditionnellement associées au groupe. Dans une interview accordée à Tone Glow, Sadier explique sa démarche en évoquant sa vision des choses à travers un « prisme spirituel », décrivant l'existence comme « un prisme spirituel… on a un chemin… un parcours, et on est là pour apprendre ».

## Réception critique
L'album dispose d'une réception critique globalement favorable. Le magazine Pitchfork attribue une note de 7,8/10 à Instant Holograms on Metal Film, et souligne que malgré quinze années d'absence, le groupe retrouve son identité sonore caractéristique, avec « le rythme motorik en continu, les Moog pétillants, les bizarreries analogiques, et surtout la voix de Sadier, à la fois détachée et engagée ». Le Devoir lui attribue une note de 4/5. Le Quietus salue la manière dont Stereolab exploite « les rêves rétrofuturistes de la synthpop de la fin des années 70 et du début des années 80 ». Mojo lui accorde une note de 4 étoiles sur 5, saluant la capacité du groupe à maintenir ses « impulsions aventureuses », et loue une évolution vers une musique plus chaleureuse tout en préservant l'exigence artistique habituelle du groupe.

## Liste des titres
1. Mystical Plosives - 0:55
2. Aerial Troubles - 3:20
3. Melodie Is A Wound - 7:37
4. Immortal Hands - 6:25
5. Vermona F Transistor - 4:37
6. Le Coeur et la Force - 4:21
7. Electrified Teenybop! - 4:16
8. Transmuted Matter - 4:16
9. Esemplastic Creeping Eruption - 6:04
10. If You Remember I Forgot How To Dream Pt.1 - 3:41
11. Flashes From Everywhere - 5:35
12. Colour Television - 5:33
13. If You Remember I Forgot How To Dream Pt.2 - 2:56